# Renato Román
Renato Román (sinh ngày 10 tháng 4 năm 1990 ở Lagos de Moreno, Jalisco) là một cầu thủ bóng đá người México thi đấu cho Oaxaca của Ascenso MX theo dạng cho mượn từ Toluca.